# Desa Tapelan (administrativ by i Indonesien, lat -7,53, long 111,63)
Desa Tapelan är en administrativ by i Indonesien.   Den ligger i provinsen Jawa Timur, i den västra delen av landet, 500 km öster om huvudstaden Jakarta.